# Nilson Castrillón
Nilson David Castrillón Burbano (Caloto, Cauca, Colombia; 28 de enero de 1996) es un futbolista colombiano que juega de lateral derecho.

## Trayectoria

### Deportes Tolima
En el año 2018 llega al Deportes Tolima.
El 9 de junio queda campeón con el Deportes Tolima, al derrotar por penales a Atlético Nacional en el Estadio Atanasio Girardot.
Su primer gol como profesional lo marca el 27 de octubre marcando un gol de media distancia en el cual le daba el empate a un gol en el Estadio El Campin frente a Millonarios FC.

### Atlético Junior
El 12 de enero de 2022 se confirmó su fichaje por Atlético Junior de la Categoría Primera A colombiana.

## Selección nacional

### Categoría inferiores
| Competición                 | Sede      | Resultado  | Partidos | Goles |
| --------------------------- | --------- | ---------- | -------- | ----- |
| Sudamericano Sub-17 de 2013 | Argentina | Eliminados | 3        | 0     |
| Sudamericano Sub-20 de 2015 | Uruguay   | Subcampeón | 5        | 0     |

## Estadísticas
Actualizado al último partido disputado el 10 de diciembre de 2023.
| Deportivo Cali · Colombia                                                                             | 1ª            | 2014          | 3   | 0 | 5  | 0 | —  | — | 8   | 0 |
| Deportivo Cali · Colombia                                                                             | Total club    | Total club    | 3   | 0 | 5  | 0 | —  | — | 8   | 0 |
| La Equidad · Colombia                                                                                 | 1ª            | 2015          | 1   | 0 | 2  | 0 | —  | — | 3   | 0 |
| La Equidad · Colombia                                                                                 | Total club    | Total club    | 1   | 0 | 2  | 0 | —  | — | 3   | 0 |
| Deportivo Cali · Colombia                                                                             | 1ª            | 2015          | 1   | 0 | —  | — | —  | — | 1   | 0 |
| Deportivo Cali · Colombia                                                                             | 1ª            | 2016          | 5   | 0 | —  | — | —  | — | 5   | 0 |
| Deportivo Cali · Colombia                                                                             | 1ª            | 2017          | 9   | 0 | 3  | 0 | —  | — | 12  | 0 |
| Deportivo Cali · Colombia                                                                             | Total club    | Total club    | 15  | 0 | 3  | 0 | —  | — | 18  | 0 |
| Cortuluá · Colombia                                                                                   | 1ª            | 2017          | 2   | 0 | —  | — | —  | — | 2   | 0 |
| Cortuluá · Colombia                                                                                   | Total club    | Total club    | 2   | 0 | —  | — | —  | — | 2   | 0 |
| Deportes Tolima · Colombia                                                                            | 1ª            | 2018          | 31  | 1 | —  | — | —  | — | 31  | 1 |
| Deportes Tolima · Colombia                                                                            | 1ª            | 2019          | 31  | 0 | 3  | 0 | 4  | 0 | 38  | 0 |
| Deportes Tolima · Colombia                                                                            | 1ª            | 2020          | 10  | 1 | 3  | 0 | 6  | 0 | 19  | 1 |
| Deportes Tolima · Colombia                                                                            | 1ª            | 2021          | 16  | 0 | 3  | 0 | 6  | 0 | 25  | 0 |
| Deportes Tolima · Colombia                                                                            | Total club    | Total club    | 88  | 1 | 9  | 0 | 16 | 0 | 113 | 2 |
| Junior · Colombia                                                                                     | 1ª            | 2022          | 24  | 0 | 3  | 2 | 1  | 0 | 28  | 2 |
| Junior · Colombia                                                                                     | 1ª            | 2023          | 16  | 0 | —  | — | 1  | 0 | 17  | 0 |
| Junior · Colombia                                                                                     | Total club    | Total club    | 40  | 0 | 3  | 2 | 2  | 0 | 45  | 2 |
| Total carrera                                                                                         | Total carrera | Total carrera | 149 | 2 | 22 | 2 | 18 | 0 | 189 | 4 |
| (1) Incluye datos de la Copa Colombia. (2) Incluye datos de la Copa Libertadores y Copa Sudamericana. |               |               |     |   |    |   |    |   |     |   |

### Selección
| Selección         | Año               | Amistosos | Amistosos | Copa América | Copa América | Copa Mundial | Copa Mundial | Eliminatorias Mundialistas | Eliminatorias Mundialistas | Total | Total |
| Selección         | Año               | Part.     | Goles     | Part.        | Goles        | Part.        | Goles        | Part.                      | Goles                      | Part. | Goles |
| ----------------- | ----------------- | --------- | --------- | ------------ | ------------ | ------------ | ------------ | -------------------------- | -------------------------- | ----- | ----- |
| Sub-17            |                   |           |           |              |              |              |              |                            |                            |       |       |
| 2013              | —                 | —         | —         | —            | —            | —            | 3            | 0                          | 3                          | 0     |       |
| Total             | 0                 | 0         | 0         | 0            | 0            | 0            | 3            | 0                          | 3                          | 0     |       |
| Sub-20            |                   |           |           |              |              |              |              |                            |                            |       |       |
| 2015              | —                 | —         | —         | —            | —            | —            | 5            | 0                          | 5                          | 0     |       |
| Total             | 0                 | 0         | 0         | 0            | 0            | 0            | 5            | 0                          | 5                          | 0     |       |
| Total en Colombia | Total en Colombia | 0         | 0         | 0            | 0            | 0            | 0            | 8                          | 0                          | 8     | 0     |

## Palmarés

### Campeonatos nacionales
| Título                | Club                   | País     | Año  |
| --------------------- | ---------------------- | -------- | ---- |
| Superliga de Colombia | Deportivo Cali         | Colombia | 2014 |
| Torneo Apertura       | Deportes Tolima        | Colombia | 2018 |
| Torneo Apertura       | Deportes Tolima        | Colombia | 2021 |
| Categoría Primera A   | Junior de Barranquilla | Colombia | 2023 |